# 十二指肠钩口线虫
十二指肠钩口线虫（学名：Ancylostoma duodenale）俗称旧大陆钩虫，是属于钩口线虫属的一种寄生线虫。它生活在人类、猫和狗等宿主的小肠中，在那里它能够交配和成熟。十二指肠钩虫和美洲板口线虫是两种寄生人类的钩虫，通常作为钩虫感染的原因被一起讨论。它们是雌雄异体的。十二指肠钩口虫流行与世界各地，包括南欧、北非、印度、中国、东南亚、美国的一些地区、加勒比海和南美洲。

## 特征
十二指肠钩口线虫是一种小的圆柱形蠕虫，呈灰白色。它在口囊的前缘有两个腹板。每个都有两颗大牙齿，与它们的基部融合在一起。在口囊的深处可以找到一对小牙齿。雄性长8-11毫米，后端有交配囊。而雌性长10-13毫米，后端有外阴。雌性每天可以产10,000到30,000个卵。雌性的平均寿命为一年。

## 生命周期
“感染性”幼虫穿透皮肤后，最常见的是通过脚，之后幼虫便进入了血液循环。它会被带到肺部，进入肺泡，上升到支气管和气管，被咳出来并吞回小肠，在那里它将发育成熟。在那里它们附着在肠绒毛上，雌性每天可以产下25,000个卵。卵被释放到粪便中并停留在土壤上。当沉积在温暖潮湿的土壤上时，卵会迅速发育并在1至2天后孵化。这种杆状蚴在土壤中蜕皮两次，并在5至10天内成为穿透皮肤的第三阶段感染幼虫。感染性的杆状蚴能够感知土壤中的振动、热量或二氧化碳，并且能够使用类似于纤毛的树突过程。他们将这些过程用作热感应、化学感应和机械感受器，以向宿主迁移以进行感染。然后，杆状蚴可以穿透另一种生物体的暴露皮肤并开始新的感染周期。

## 流行病学
这种钩虫在矿山中广为人知，因为温度和湿度的一致性为卵和幼体的发育提供了理想的栖息地。估计有10亿人感染了钩虫。十二指肠钩口线虫的传播是通过皮肤与被幼虫污染的土壤接触。在1880年代，在炎热潮湿的圣哥达铁路隧道（瑞士）工作的矿工中发生钩虫症流行后，人们才终于了解了它进入人体的方式。

## 感染
轻微的钩虫感染会导致腹痛、食欲不振和食土癖。重度感染会导致严重的蛋白质缺乏或缺铁性贫血。蛋白质缺乏可能导致皮肤干燥、水肿和水肿引起的腹胀；而缺铁性贫血可能导致精神迟钝和心力衰竭。在孕妇中，这种寄生虫能够感染胎儿，并可能导致低出生体重、孕产妇贫血和婴儿死亡率等并发症。
十二指肠钩口线虫和美洲板口线虫的卵无法区分。除非将它们在环境温度下放置一天或更长时间，否则在粪便标本中不会发现幼虫。教育、改善卫生条件和控制人们粪便处理很重要。在它的流行地区穿鞋也可以降低感染率。十二指肠钩口线虫感染可以用阿苯达唑、甲苯咪唑和苯并咪唑治疗。双羟萘酸噻嘧啶是另一种选择。在严重的贫血病例中，可能需要输血。

## 拓展阅读
- Hotez, P.J.; Pritchard, D.I. . Sci. Am. June 1995, 272 (6): 68–74. Bibcode:1995SciAm.272f..68H. PMID 7761817. doi:10.1038/scientificamerican0695-68.
- Looss, A. . CBT. Bakt. 1898, 24: 441–9, 483–8.
- Murray, P.R.; Rosenthal, K.S.; Pfaller, M.A.  6th. Elsevier/Mosby. 2009. ISBN 978-0323076791.
- Schmidt, G.D.; Roberts, L.S.  8th. McGraw-Hill. 2009: 472–3. ISBN 978-0071311038.